# Huỳnh Thị Nhân
Huỳnh Thị Nhân (10 tháng 11 năm 1952, quê quán tại huyện Hóc Môn, Thành phố Hồ Chí Minh). Bà từng là Phó Chánh Văn phòng Trung ương Đảng, nguyên Ủy viên Ban Chấp hành Trung ương Đảng Cộng sản Việt Nam khóa X. Bà từng đảm nhiệm các chức vụ: Phó Chủ tịch Ủy ban nhân dân Thành phố Hồ Chí Minh, Thứ trưởng Bộ Tài chính, Thứ trưởng Thường trực Bộ Lao động - Thương binh và Xã hội, Phó Bí thư Thành ủy Thành phố Hồ Chí Minh.
Bà là Thạc sĩ kinh tế chuyên ngành kinh tế học phát triển.

## Tiểu sử
- Bà Huỳnh Thị Nhân (tên thường gọi: Ba Nhân) sinh tại xã Bà Điểm, huyện Hóc Môn, Thành phố Hồ Chí Minh; hiện sống tại Thành phố Hồ Chí Minh.

Bà từng học Cao cấp Lý luận Chính trị, Tốt nghiệp Cử nhân Kinh tế, Cử nhân Luật, Cử nhân Chính trị, Thạc sĩ Kinh tế;

## Công tác Đảng và chính quyền tại TP Hồ Chí Minh
- Từ tháng 5 năm 1975 đến tháng 10 năm 1986 Bà công tác tại xã Bà Điểm là Chủ tịch Hội Liên hiệp Phụ nữ xã Bà Điểm, rồi là Phó Chủ tịch rồi Chủ tịch Hội Liên hiệp Phụ nữ huyện Hóc Môn, huyện ủy viên Huyện ủy Hóc Môn, Trưởng phòng Tài chính huyện, Phó chủ tịch ủy ban nhân dân huyện Hóc Môn phụ trách kinh tế
- Tháng 3 năm 1990 Bà là Phó Bí thư Huyện ủy, Chủ tịch ủy ban nhân dân huyện Hóc Môn, bà là Đại biểu Quốc hội khóa VIII.
- Tháng 5 năm 1995 đến tháng 6 năm 2001 bà là Ủy viên Ban Chấp hành Đảng bộ Thành phố Khóa 6, Ủy viên ủy ban nhân dân Thành phố, Giám đốc Sở Tài chánh - Vật giá thành phố (nay là Sở Tài chính), Đại biểu HĐND Thành phố Khóa V
- Tháng 6 năm 2001 đến tháng 10 năm 2003, bà giữ các chức vụ Ủy viên Ban Chấp hành Đảng bộ Thành phố Khóa 7, Đại biểu HĐND Thành phố Khóa VI, Phó Chủ tịch ủy ban nhân dân Thành phố Hồ Chí Minh phụ trách mảng công tác kinh tế (Tài chính, Thương mại, Du lịch, Kho bạc nhà nước, Hải quan, Thuế, Bảo hiểm xã hội...)

## Công tác tại các cơ quan Trung ương Đảng và Chính phủ
- Tháng 10 năm 2003 đến tháng 4 năm 2006, bà được Thủ tướng Chính phủ điều động ra Hà Nội giữ chức Thứ trưởng Bộ Tài chính, Phó Bí thư Ban Cán sự Đảng Bộ Tài chính và được phân công phụ trách mảng công tác Quản lý Công sản, Kho bạc Nhà nước, Tài chính công, lương và Công tác văn phòng...
- Ngày 4 tháng 4 năm 2006, Thủ tướng Phan Văn Khải đã ký Quyết định 504/2006/QĐ-TTg về việc điều động bà Huỳnh Thị Nhân, thôi giữ chức Thứ trưởng Bộ Tài chính để giữ chức Thứ trưởng Bộ Lao động -Thương binh xã hội.
- Tháng 4 năm 2006, bà được giới thiệu vào Ban Chấp hành Trung ương Đảng Cộng sản Việt Nam khoá X và trúng cử vào Ban Chấp hành Trung ương. Bà giữ chức Ủy viên Ban Chấp hành Trung ương Đảng Cộng sản Việt Nam khóa X, Bí thư Ban Cán sự Đảng Bộ Lao động Thương binh Xã hội (đến tháng 12 năm 2007), Thứ trưởng Thường trực Bộ Lao động Thương binh và Xã hội
- Ngày 11 tháng 12 năm 2008, bà chính thức nhận quyết định phân công của Bộ Chính trị về phân công Ủy viên Trung ương Đảng thôi giữ chức Thứ trưởng Thường trực Bộ Lao động Thương binh và Xã hội về tham gia Ban chấp hành, Ban Thường vụ, và chỉ định bà giữ chức Phó Bí thư Thành ủy TP Hồ Chí Minh.

## Công tác tại phía nam
- Với cương vị Phó bí thư Thành ủy TP Hồ Chí Minh, Bà Huỳnh Thị Nhân được giao phụ trách công tác Trưởng ban Chỉ đạo Đại hội Đảng bộ Thành phố, Trưởng ban Chỉ Đạo Cuộc Vận Động  Người Việt Nam Ưu Tiên Dùng Hàng Việt Nam  Thành phố, Xây dựng tổ chức cơ sở Đảng, công tác Dân vận, công tác Mặt trận tổ quốc và một số công tác khác do Ban Thường vụ Thành ủy phân công.
- Trực tiếp phụ trách: Quận ủy Quận 1, Đảng ủy Tổng Công ty Du lịch Sài Gòn, Đảng ủy khối Ngân hàng, Đảng ủy Tổng Công ty Thương mại Sài Gòn. Chịu trách nhiệm theo dõi chỉ đạo các nhóm: Xây dựng Đảng, Dân vận - Mặt trận.
- Ngày 12 Tháng 11 năm 2010, bà nhận quyết định phân công của Bộ Chính trị về phân công Ủy viên Trung ương Đảng thôi giữ chức Phó Bí thư Thành Ủy Thành phố Hồ Chí Minh về giữ chức Phó Chánh Văn phòng Trung ương Đảng phụ trách phía Nam.

Vào đầu tháng 04 năm 2013 thì Bà Huỳnh Thị Nhân chính thức về hưu 